# Néomarxisme

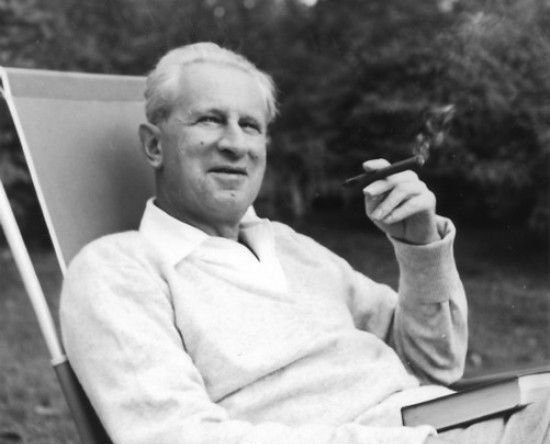
Herbert Marcuse à Newton, Massachusetts en 1955.

Le néomarxisme est une école de pensée marxiste qui regroupe les différentes approches développées au cours du XXe siècle et qui modifient ou étendent le marxisme et la théorie marxiste, généralement en incorporant des éléments d'autres traditions intellectuelles telles que la théorie critique, la psychanalyse ou l'existentialisme (dans le cas de Jean-Paul Sartre).
Comme pour de nombreuses utilisations du préfixe néo-, certains théoriciens et groupes désignés comme néomarxistes ont tenté de compléter les lacunes perçues du marxisme orthodoxe ou du matérialisme dialectique. De nombreux néomarxistes éminents, tels qu'Herbert Marcuse et d'autres membres de l'école de Francfort, étaient des sociologues et des psychologues.
Le néo-marxisme s'inscrit également dans le cadre plus large de la Nouvelle Gauche. D'un point de vue sociologique, le néomarxisme ajoute à la philosophie marxiste la compréhension plus large de Max Weber des inégalités sociales, comme le statut et le pouvoir. Le marxisme analytique, le marxisme structurel français, la théorie critique, les études culturelles, ainsi que certaines formes de féminisme sont autant d'exemples de néomarxisme. La théorie d'Erik Olin Wright sur la localisation des classes contradictoires est un exemple du syncrétisme que l'on trouve dans la pensée néomarxiste, car elle intègre la sociologie webérienne, la criminologie critique et l'anarchisme.